# Ulla Sundström
Ulla Gunhild Margareta Sundström, född 20 juli 1925 i Viby församling i Örebro län, död 30 december 2022 i Karlskoga, var en svensk målare och grafiker.
Sundström studerade vid Konstfack i Stockholm 1946–1949, Konststudieklubben i Stockholm och på Skånska Målarskolan i Malmö 1953, Essem-Skolan i Malmö 1953–1954, Gerlesborgsskolans septemberakademi 1973. Separat ställde hon ut på i Lasarettets Konstförening i Karlskoga, ASG Konstförening i Örebro, Hallagården i Lekhyttan och Karl-Gustafs Konstförening i Eskilstuna. Hon medverkade i Värmlands konstförenings Höstsalonger på Värmlands museum, Länets konst på Örebro läns museum, Konstfrämjandet i Örebro, Karlskoga konstförenings vårsalonger och var 1991 års hedersutställare på Karlskoga konsthall.
Hennes konst består av porträtt, landskap och naturmiljöer oftast i akvarell och tempera.
Sundström är representerad i Örebro läns landsting och Karlskoga kommun.